# Strawberry (Califòrnia)
Strawberry és una concentració de població designada pel cens dels Estats Units a l'estat de Califòrnia. Segons el cens del 2000 tenia 5.302 habitants.

## Demografia
Segons el cens del 2000, Strawberry tenia 5.302 habitants, 2.435 habitatges, i 1.246 famílies. La densitat de població era de 1.505,2 habitants/km².
Dels 2.435 habitatges en un 23,9% hi vivien nens de menys de 18 anys, en un 41,4% hi vivien parelles casades, en un 7,2% dones solteres, i en un 48,8% no eren unitats familiars. En el 38,8% dels habitatges hi vivien persones soles el 9,4% de les quals corresponia a persones de 65 anys o més que vivien soles. El nombre mitjà de persones vivint en cada habitatge era de 2,08 i el nombre mitjà de persones que vivien en cada família era de 2,79.
Per edats la població es repartia de la següent manera: un 18,7% tenia menys de 18 anys, un 4,7% entre 18 i 24, un 35,2% entre 25 i 44, un 29,9% de 45 a 60 i un 11,4% 65 anys o més.
L'edat mitjana era de 40 anys. Per cada 100 dones de 18 o més anys hi havia 90 homes.
La renda mitjana per habitatge era de 70.432 $ i la renda mitjana per família de 99.409 $. Els homes tenien una renda mitjana de 70.298 $ mentre que les dones 46.336 $. La renda per capita de la població era de 50.581 $. Entorn del 4% de les famílies i el 7,1% de la població estaven per davall del llindar de pobresa.

## Poblacions més properes
El següent diagrama mostra les poblacions més properes.